# Шидо
Шѝдо (на италиански: Scido) е село и община в Южна Италия, провинция Реджо Калабрия, регион Калабрия. Разположено е на 435 m надморска височина. Населението на общината е 958 души (към 2012 г.).